# Ernst Wilhelm von Brücke

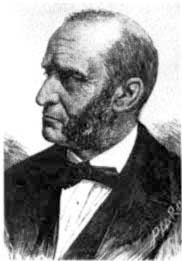
Ernst Wilhelm von Brücke

Ernst Wilhelm von Brücke (Berlim, 6 de julho de 1819 – Viena, 7 de janeiro de 1892) foi um psiquiatra e psicólogo alemão.
Ele ficou mundialmente conhecido por sua influência em Sigmund Freud, um de seus alunos de medicina, uma influência importante para o nascimento da psicanálise.

## Biografia
Em 1842 se graduou em medicina na Universidade de Berlim. Depois em 1843 tornou-se assistente de investigação de Johannes Peter Müller (1801-1858)
Já em 1845 foi fundada a Sociedade de Psicologia, em Berlim, com Emil du Bois-Reymond (1818-1896), Hermann von Helmholtz (1821-1894) e outros, na casa do físico Heinrich Gustav Magnus (1812-1870). Mais tarde, este tornou-se membro da Sociedade Alemã de Física.
Em 1848 tornou-se professor de psicologia na Universidade de Königsberg e em * 1849 virou professor de psicologia na Universidade de Viena.

## Trabalhos notórios
- Brücke, Ernst W. 1848. Ueber die Bewegungen der Mimosa pudica. Archiv für Anatomie, Physiologie und wissenschaftliche Medicin: 434-455
- Brücke, Ernst W. 1852. Beiträge zur vergleichenden Anatomie und Physiologie des Gefässsystems. Denkschriften: Akademie der Wissenschaften Wien, Mathematisch-Naturwissenschaftliche Classe 3: 335-367
- Brücke, Ernst W. 1856. Grundzüge der Physiologie und Systematik der Sprachlaute für Linguisten und Taubstummenlehrer. Wien: C. Gerold & Sohn
- Brücke, Ernst W. 1861. Die Elementarorganismen. Sitzungsberichte der Mathematisch-Naturwissenschaftlichen Classe der Kaiserlichen Akademie der Wissenschaften 44: 381-406
- Brücke, Ernst W. 1866. Die Physiologie der Farben für die Zwecke der Kunstgewerbe. Leipzig: S. Hirzel